# チンポコモン
Chinpokomon（チンポコモン）はサウスパーク第3シーズン第10話（通算42話）のエピソードである。アメリカでは1999年11月3日、コメディ・セントラルで初回放送された。

## 概要
アメリカにおける『ポケットモンスター』のブームに対するパロディとなっている。
『サウスパーク』を放送している日本のWOWOWではこのストーリーは放送されず、日本で発売された同作品のDVDにも収録されなかった。理由は様々な憶測がされるが、「ポケモンの著作権者である任天堂などからの抗議が起こる可能性があること」、「チンポコモンの会社の社長の名前が昭和天皇の名と同じヒロヒトであるため、右翼団体から抗議を受ける可能性があること」などが挙げられている。前者に関しては、任天堂の米法人は当該エピソードに関し何らクレームやコメントを発表していない。後者に関しては、一般に日本のマスコミにおいては、皇室を笑いのネタにすることはタブーとされている（菊タブーを参照）。
「チンポコモン」の由来は劇中で説明されていないが、本作が前述の『ポケットモンスター』ブームに加え日本人の陰茎サイズコンプレックスも扱っていることから、陰茎を表す「ちんぽこ」と「ポケモン」を合わせたものと考えられている。
このエピソードは2000年度のエミー賞にノミネートされた。
ちなみに『サウスパーク』では後年、任天堂のWiiを劇中に出したこともある。また、後年発売されたゲーム作品『South Park: The Stick of Truth』ではチンポコモンフィギュアが収集要素として登場する。
その後、登場人物の部屋に人形があったり、キャラクターが印刷されたバッグが出るなどカメオ出演がある

## ストーリー
カートマンが家でフライドチキンをかじりつつテレビを観ていると、新しいおもちゃ「チンポコモン（Chinpokomon）」のCMが流れる。「チンポコモン」の主人公はチンポコモンマスターになることが夢であり、視聴者に対し、「チンポコマスターになりたいか、なりたいのならすべてのチンポコモン人形を買い集めなければならない」と言う。一目でチンポコモンの虜となったカートマンは、母親をせっついて新商品を先取りしようと店に出かけるが、店内はすでに子供でいっぱい。欲しかったキャラ「ペンギン（Pengin）」は売り切れており、仕方なく「チュウチュウネズミ（Chu-chu Nezumi）」を購入する。
そんな中、カイルはブームを知らずにからかわれてしまう。みんなに溶け込みたい一心で、自分ではチンポコモンを理解できないにもかかわらず、弁護士の父親を理詰めで説き伏せチンポコモンの人形を買う。しかしすでにスタン・ケニー・カートマンらの興味は人形からゲームに移っており、真珠湾を爆撃する内容のチンポコモンのゲーム（描かれているゲーム機はNintendo64またはゲームキューブに似ている）に熱中しており、カイルはまたも「流行遅れでダサい」と言われてしまう。この時、ケニーはちらつくチンポコモンのゲームの画面を見て光過敏性発作を起こし倒れてしまう。
その後、子供達はチンポコモンキャンプにも参加。そのキャンプは「ヒロヒト」をリーダー（作中ではnew Emperorとされている）とする日本人工作員達が子供達を日本軍の兵士に育成するためのものであり、チンポコモンの人形は日本のスパイ（の役割を果たす子供向け玩具）だった。そうとは知らず、子供達は学校にチンポコモンのおもちゃを持ち込むばかりか、キャンプで覚えた日本語を使い、ギャリソン先生を「ギャリソンさん」と呼んだり、かけ算を日本語で解いて見せたりダジャレを言ったりと、すっかりチンポコモンと日本の虜になり、洗脳されてしまう。
たまりかねた親達は、製造元のチンポコモン・トイコーポレーションに抗議をする。サウスパークまで釈明のため出向いた社長ヒロヒト達は、「あなた方のお気持ちもよく分かります。でも日本人のペニスはすごく小さいです。それに比べてアメリカ人のペニスはすごく大きい」とアメリカ人男性を持ち上げる。それでも疑う親たちに対してズボンを下ろして見せ、母親たちは呆気にとられ、父親たちはすっかり機嫌をよくして抗議のことを忘れてしまう。
子供達が戦闘機で真珠湾へ突撃するその日、母親達は彼等の一計を案じ、子供達に向かって自らがチンポコモン好きになったことをアピール、日本語で「チンポコが大好きよー!」などとチンポコモンを褒めちぎったり、「My Kid is Chinpoko-KID!」と書かれたステッカーが貼られた車を見せたりする。子供にとって、親が禁止する物ほどクールで、親が勧める物ほどダサいと言う価値観を逆手に取ったものだった。この策略は見事に成功し、子供達の洗脳は解け、彼等はもうチンポコモンはクールではないとして投げ捨ててしまう。
そして、その流れにすらついていけないのが、みんなに追い付きたい一心でチンポコモンキャンプに参加していたカイルだった。彼は戦闘機を操縦して真珠湾を爆撃しに行こうとするが、スタンに諭された為に洗脳が解け、爆撃を思い止まる。こうしてヒロヒト達の野望は潰えたのだった。
全てが終わり、スタンは「『スペース・グレッグ・カード』を買いに行かないか?」とカイルを含む友人達を誘う。そんな時、ケニーの様子がおかしくなり彼は倒れてしまう。彼は鼠に身体中を食い荒らされていたのだった。カートマンは「気持ち悪い」と後ずさりした。

## 解説
- 日本のアニメがアメリカの子供達の間で異常なほどの加熱ぶりを巻き起こしている現状をパロディ化しており、VHS版パッケージには「on popular demand!」との宣伝文句が踊る。他国の文化が子供達に根強く浸透してしまっていることに対する、アメリカ人の潜在的な恐怖を表現していると見ることもできる。
- 登場する日本人キャラクターは、カタカナをそのまま読んだような、日本訛りの英語を話す。ヒロヒトの声を担当しているのは、作者二名と共に当初からサウスパーク制作に携わっている日本人である。ヒロヒトの部下のMr.Oseにもモデルとなった日本人がおり、作中での日本人の陰茎のサイズに関する話は作者達が彼らを訪ね中国に行った際にナイトクラブで酒の肴に出た話を使用したとの事。
- 劇中のチンポコモンの歌およびCMでは「You got to buy!（買わなきゃ!）」を連呼しているが、これはアメリカ版のポケモンアニメの主題歌「Pokémon Theme」の歌詞や劇中で幾度も登場する「Gotta catch 'em all!（＝直訳で『全部捕まえなきゃ!』。日本語版の「ポケモンゲットだぜ!」に相当する[3][4]）」というフレーズを皮肉ったもの。
- 極端な日本語訛りでチンポコモンの案内をする女性キャラクターは、キャビンアテンダントの制服を着た日本人女性。演じているのは、アメリカで活動するタレントのみあた咲（Saki Miata[5]）。
- 日本男性のペニスに対するジョークはトレイの知人の日本人が自分のペニスを自虐していたことが元ネタである。

## 作中に登場するチンポコモン
- Furrycat（ファリーキャット＝フサフサ猫）：ネコのチンポコモン。
- Donkeytron（ドンキートロン）：ロバのチンポコモン。
- Pengin（ペンギン）：カートマンの一番好きなチンポコモン。英語では動物のペンギン（penguin）の発音はペングウィンであるが、作中では表記通りペンギンと発音されている。
- Shoe（シュー）：その名の通り茶色の靴。片方だけなのでShoesではなくShoe。
- Lambtron (or "Lambchor"), （ラムトロンもしくはラムコア）：羊型のチンポコモンで、片腕がキャノン砲。第4シーズンのオープニングでケニーが自分のパートを歌うときにその人形を持っている。
- Roostor（ルースター）：メカ鶏型チンポコモン。ダイヤモンドスキル7を使うとRoostallion（ルースタリオン）に進化する。
- Chu-chu Nezumi（チュウチュウネズミ）：オレンジ色をした三つ目のチンポコモンで、コウモリのような耳をもつ。